# حافظه (مجموعه تلویزیونی)
حافظه (کره‌ای: 기억؛ انگلیسی: Memory) یک مجموعه تلویزیونی محصول کره جنوبی در سال ۲۰۱۶ با بازی لی سونگ مین، کیم جی سو و پارک جین هی است. این مجموعه از ۱۸ مارس تا ۷ مه ۲۰۱۶، روزهای جمعه و شنبه ساعت ۲۰:۳۰ (کی‌اس‌تی) از تی‌وی‌ان برای ۱۶ قسمت پخش شد.

## بازیگران

### اصلی
- لی سونگ مین در نقش پارک ته سوک
- کیم جی سو در نقش سو یونگ جو
- پارک جین هی در نقش نا اون سون